# 大滝真実
大滝 真実（おおたき　まみ、1993年11月8日 - ）は、日本の舞台俳優。演劇集団キャラメルボックス所属。宮城県出身。身長161cm。AB型。

## 略歴
仙台三桜高等学校卒業後、東京フィルムセンター映画俳優専門学校を経て、2015年、演劇集団キャラメルボックスに入団。2022年、退団したことを発表した。

## 出演

### 舞台
太字は主演・メインキャスト
- 『BREATH』（2015年、新居浜希乃）
- 『また逢おうと竜馬は言った』（2016年、かおり）
- 『ゴールデン・スランバー』（2016年）
- 『鍵泥棒のメソッド』（2017年）
- 『ティアーズライン』（2017年）
- 『無伴奏ソナタ』（2018年、リンダ / マイク）
- 『ながれぼしのきもち』（2018年、前原和紗）
- 『ナツヤスミ語辞典』（2019年、カニタニ）

### 客演
- 『スキップ』（2017年、ナッポスユナイテッド）
- 『ヒトミ』（2019年、WHO’S TERRACE PRODUCE） - ヒトミ
- 『Out of the Blue 〜 その選択、その責任 〜』（2019年、Blue）
- 『ナイゲン』（2019年、果報プロデュース） - 文化書記